# Чжу хоу
Чжу хоу — удельные князья в Китае периода Чжоу. По-видимому, этим термином обозначались правители зависимого государственного образования в древнем Китае. Этим удельные князья стояли ниже князей-гегемонов (ба), которые управляли сильнейшими государствами и оказывали влияние на судьбы всех «срединных государств». Также удельные князья чжу хоу стояли ниже и князей-ванов, которые управляли самостоятельными государственными образованиями.
Так, один из предков Конфуция по имени Вэй-цзы, который служил Чэн-вану, императору династии Чжоу и был пожалован уделом (царством) Сун и полагающимся в таком случае титулом чжу хоу.